# Крістіна Сальміваллі
Крістіна Сальміваллі (англ. Christina Salmivalli; нар.18 вересня 1967) — професор психології та заступниця керівника дослідницького складу INVEST Університету Турку у Фінляндії. Визнана експертка з питань стосунків з однолітками та шкільного булінгу.

## Біографія
В 1992 році Сальміваллі здобула магістерський ступінь з психології в університеті Турку. В 1998 році здобула ступінь доктора психологічних наук там же. Її дослідження щодо соціальних та особистісних факторів шкільних знущань здобули премію Фінської академії наук в 1999 році.
Сальміваллі перейшла на факультет психології в Університеті Турку в якості доцента в 2001 році, ставши реальним професором психології в 2004 році. Вона обіймала кілька виїзних професорсько-викладацьких посад, включаючи посади в університеті Ставангера в Норвегії; університеті Едіт Коуан в Перті, Австралія; та Шаньдунському університеті в Цзінань, Китаї.

## Дослідження
Сальмівалі проводить дослідження в галузі психології розвитку та досліджень профілактики, орієнтуючись на стосунки дітей та підлітків з однолітками та обґрунтовані доказові втручання з метою запобігання неприємностей серед однолітків, таких як шкільні знущання. Вона широко публікує інформацію про роль групи однолітків у знущаннях та про втручання, спрямовані на зміну динаміки однолітків, що сприяє знущанню.

### KiVa
У 2006 році Сальміваллі почала керувати дослідницькою групою, котрій Міністерством освіти і культури Фінляндії доручалося розробити та оцінити програму запобігання булінгу. Нова програма, мала назву KiVa (скорочення "kiusaamisen vastaan", фінська - "запобігання знущанню"), і включала уроки з емоцій, здорових стосунків та випадкових реакцій на знущання. Програма також додає специфічний протокол, якого повинний дотримуватися персонал школи, коли стикається з випадками знущань.
KiVa є національною програмою профілактики знущань у Фінляндії; станом на 2016 рік вона була реалізована у понад 2300 фінських школах. Ця програма також використовується в школах інших країн світу, включаючи Чилі, Італію, Велику Британію та Нідерланди.
Ефективність KiVa була оцінена в ряді лонгітюдних досліджень. Одне дослідження з понад 7000 фінських студентів(-ок) виявило значні покращення серед жорстокого поводження та психічного здоров'я учнів та учениць у школах, які беруть участь у KiVa, порівняно з контрольними школами.

## Нагороди та відзнаки
Фінською психологічною асоціацією в 2009 році Сальмівалі була названа Психологинею року. У 2017 році міністр освіти і культури Санні Гран-Лаасонен вручила Сальміваллі Фінську премію науки на суму 100 000 євро.

## Вибрані роботи
- Salmivalli, Christina; Lagerspetz, Kirsti; Björkqvist, Kaj; Österman, Karin; Kaukiainen, Ari (1998). Bullying as a group process: Participant roles and their relations to social status within the group. Aggressive Behavior. 22 (1): 1—15. doi:10.1002/(SICI)1098-2337(1996)22:1<1::AID-AB1>3.0.CO;2-T. ISSN 0096-140X.
- Salmivalli, Christina (1999). Participant role approach to school bullying: implications for interventions. Journal of Adolescence (англ.). 22 (4): 453—459. doi:10.1006/jado.1999.0239. PMID 10469509.
- Salmivalli, Christina; Nieminen, Eija (2002). Proactive and reactive aggression among school bullies, victims, and bully-victims. Aggressive Behavior (англ.). 28 (1): 30—44. doi:10.1002/ab.90004. ISSN 0096-140X.
- Salmivalli, Christina; Voeten, Marinus (2004). Connections between attitudes, group norms, and behaviour in bullying situations. International Journal of Behavioral Development (англ.). 28 (3): 246—258. doi:10.1080/01650250344000488. ISSN 0165-0254.
- Salmivalli, Christina (2010). Bullying and the peer group: A review. Aggression and Violent Behavior (англ.). 15 (2): 112—120. doi:10.1016/j.avb.2009.08.007.
- Kärnä, Antti; Voeten, Marinus; Little, Todd D.; Poskiparta, Elisa; Kaljonen, Anne; Salmivalli, Christina (2011). A Large-Scale Evaluation of the KiVa Antibullying Program: Grades 4-6: Evaluation of KiVa Antibullying Program. Child Development (англ.). 82 (1): 311—330. doi:10.1111/j.1467-8624.2010.01557.x. PMID 21291444.